# جيف جيمس (موظف مدني)
جيف جيمس (بالإنجليزية: Jeffrey Daniel Dominic James)‏ هو موظف مدني بريطاني، ولد في 11 مارس 1968 في سوليهل في المملكة المتحدة.